# Epitoxis ceryxoides
Epitoxis ceryxoides là một loài bướm đêm thuộc phân họ Arctiinae, họ Erebidae.